# Thecocarcelia ochracea
Thecocarcelia ochracea är en tvåvingeart som beskrevs av Hiroshi Shima 1998. Thecocarcelia ochracea ingår i släktet Thecocarcelia och familjen parasitflugor. Inga underarter finns listade i Catalogue of Life.